# En la corte del lobo
En la corte del lobo (Wolf Hall, 2009) es una novela histórica escrita por la autora inglesa Hilary Mantel y publicada por HarperCollins. Su título debe su nombre a la residencia principal de la familia Seymour llamada Wolfhall o Wulfhall en Wiltshire. Se basa en el período entre los años 1500 y 1535, y es una biografía ficticia que documenta el rápido ascenso al poder de Thomas Cromwell, Primer Conde de Essex, en la corte del rey Enrique VIII de Inglaterra luego de la muerte de Santo Tomás Moro.
La novela ganó el premio Man Booker de ficción y el premio del Círculo Nacional de Críticos de Libros. En el año 2012, The Observer la nombró una de las "10 mejores novelas históricas".
El libro es el primero de una trilogía; la secuela: Una reina en el estrado (Bring Up the Bodies) fue publicada en el año 2012.

## Trasfondo histórico

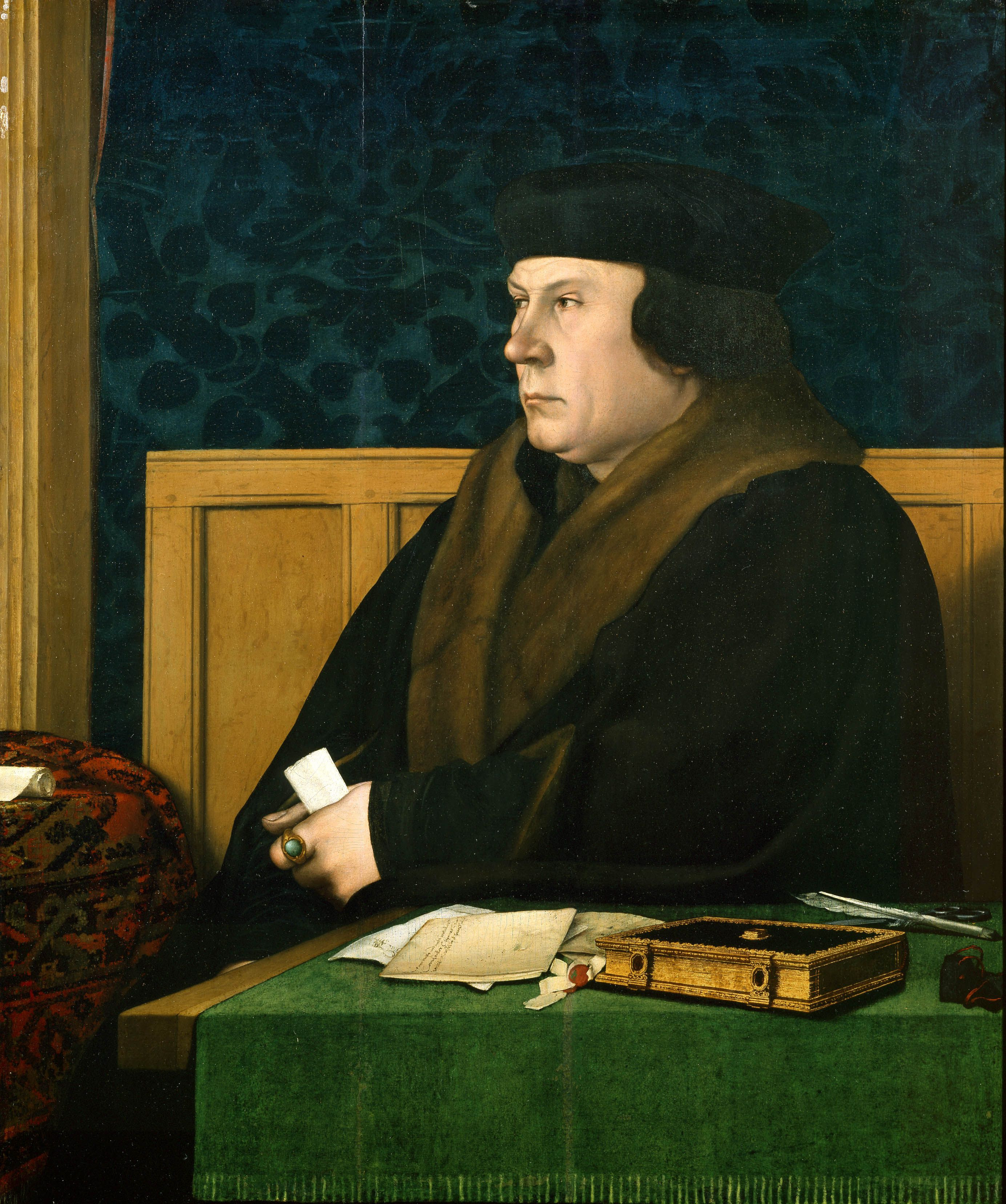
Retrato de Thomas Cromwell - Autor: Hans Holbein el Joven

Thomas Cromwell nació de una familia común de trabajadores sin títulos especiales, y de allí surgió para convertirse en la mano derecha del Cardenal Thomas Wolsey, consejero del Rey. Sobrevivió la caída del poder de Wolsey luego de perder el favor con el Rey, y terminó tomando su lugar como uno de los ministros más poderosos. En ese rol, garantizó que Enrique estableciera la autoridad que requería para declarar su matrimonio a Catalina de Aragón anulado, y su subsiguiente matrimonio con Anne Boleyn, desprenderse de la iglesia católica en Roma y la Disolución de los monasterios.
Los registros históricos y literarios han representado a Cromwell de manera negativa; En la obra de Robert Bolt: A Man for All Seasons es descrito como una persona calculadora e inmoral; totalmente opuesto al honor y rectitud de Tomás Moro
La obra de Mantel muestra una alternativa a esa caracterización. Es un retrato íntimo de Cromwell como un hombre talentoso y pragmático que intenta servir al rey y a su país entre las intrigas en la corte del Rey Enrique y los hechos religiosos de la Reforma Protestante

## Proceso
Mantel pasó cinco años investigando y escribiendo el libro; la parte más difícil, dijo en una entrevista, fue tratar de hacer que su versión de los eventos fuera fiel a los registros históricos.
Para evitar contradecir los acontecimientos históricos, creó un catálogo de tarjetas y las organizó alfabéticamente. Cada tarjeta contenía notas indicando donde un personaje histórico había estado en fechas relevantes. "Tienes que saber realmente: ¿Dónde está el primer duque de Suffolk en este momento? No puedes tenerlo en Londres si se supone que estuvo en otro lugar", explicó.

## Título
El título proviene de la residencia familiar de los Seymour en Wolfhall o Wulfhall en Wiltshire; el título hace alusión al refrán en latín que dice: Homo homini lupus (el hombre es el lobo del hombre), el recuerda peligrosa naturaleza oportunista del mundo en el que navega Cromwell.

## Personajes
Wolf Hall incluye a un gran número de personajes de ficción. Además de los mencionados anteriormente, también se encuentran los siguientes personajes prominentes:
- Stephen Gardiner, Secretario Principal del Rey Enrique.
- La Princesa María, la hija y único descendiente de Enrique y Catalina, quien se convirtió en la Reina María I de Inglaterra.
- Mary Boleyn, hermana de Anne.
- Thomas Boleyn, padre de Anne y Mary.
- Thomas Howard, el tío de Anne.
- Thomas Cranmer, el Arzobispo de Canterbury.
- Jane Seymour, quien más tarde se convirtió en la tercera de las seis esposas de Enrique.